# James Naismith

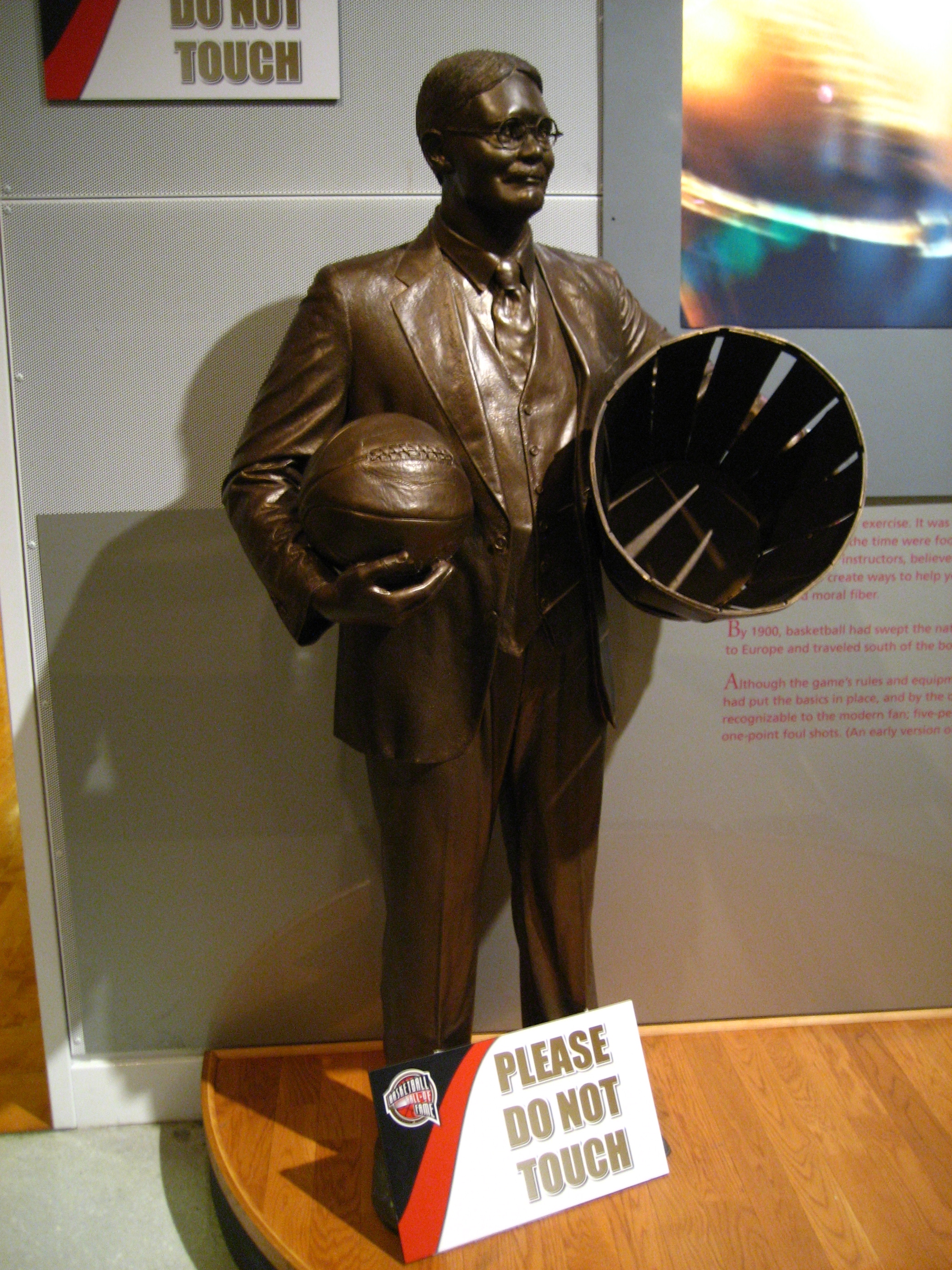
Bronzestatue von James Naismith

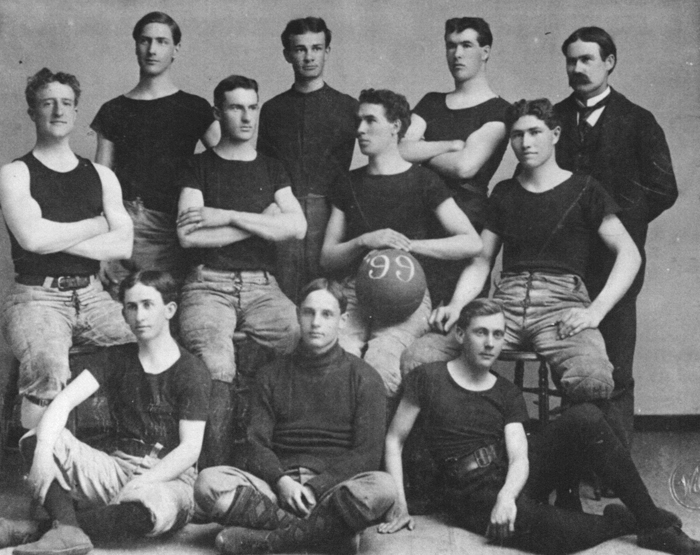
James Naismith (rechts außen) als Trainer der Mannschaft der Universität von Kansas, 1899

James Naismith (* 6. November 1861 in Almonte, Ontario; † 28. November 1939 in Lawrence, Kansas) war ein kanadischer Arzt und Pädagoge sowie Erfinder der Sportart Basketball.

## Leben
Naismith wuchs seit seinem neunten Lebensjahr als Waise bei Verwandten auf und arbeitete bereits mit zehn Jahren als Holzfäller. Bis zu seinem 19. Lebensjahr arbeitete er in den Wäldern Kanadas, bevor er 1883 seinen Highschool-Abschluss nachholte.
Am 7. Dezember 1891 beauftragte Luther Gulick, Direktor für Leibeserziehung an der YMCA Training School in Springfield (Massachusetts), Naismith mit der Gestaltung eines neuen Hallensports für eine junge Studentengruppe. Da es im Winter beim Footballspielen in der Halle oftmals zu Rangeleien und Verletzungen kam, sollte das neue Spiel mit wenig Körperkontakt auskommen. Anfangs nicht besonders von dieser Aufgabe überzeugt, schrieb Naismith sechzig Minuten vor der Sportstunde 13 Regeln auf, die lose auf seinem Duck on a rock-Spiel aus Kindertagen basierten.
Naismiths Basketballspiel startete im Dezember 1891 mit dreizehn Regeln, die er im Januar 1892 veröffentlichte.
Naismith erkannte, dass Spiele wie Football deshalb so brutal waren, da in ihnen alles auf einer Ebene stattfand. Um das absehbare Gerangel in der Nähe des „Tores“ zu vermeiden, löste er es also einfach vom Boden. An der Empore der Sporthalle ließ er zwei Pfirsich-Körbe befestigen, die gleichzeitig „Tor“ und Namensgeber der Sportart wurden: Basketball, bzw. anfänglich noch Basket Ball.
Basketball sollte eigentlich ein reines Pass- und Wurf-Spiel sein; er verbot daher das Laufen mit dem Ball (das sogenannte traveling). Der Ball sollte oft hin und her gespielt werden, bis sich ein Mitspieler in aussichtsreicher Position zum „Tor“ befand.
Naismith legte die Anzahl der Spieler pro Mannschaft nicht fest, er selbst aber favorisierte neun (gegenüber den heute üblichen fünf). So wurde 1891 das erste Basketballspiel mit neun Spielern je Team ausgetragen, das Ergebnis lautete nach zweimal 15 Minuten Spielzeit 1:0. Den Korberfolg erzielte ein Student namens William Chase.
Im Laufe der Jahre änderten sich nicht nur Details der Sportart. Die Anzahl der Spieler wurde begrenzt, das Dribbeln wurde nicht nur erlaubt, sondern sogar ein wichtiger Bestandteil des Spiels, die Wurftechnik änderte sich vom beidhändigen Unterhandwurf zum einhändigen Sprungwurf, und Zeitlimits wurden eingeführt.
Naismith wurde 1898 Sportlehrer an der Universität von Kansas. Am 3. Februar 1899 trainierte er dort die erste Basketball-Mannschaft der Universität. Einer seiner Schüler, Forrest „Phog“ Allen, wurde später ebenfalls Trainer des Basketball-Teams, genannt Jayhawks, und eine der ersten Legenden des College-Basketballs. Allen wurde Lehrmeister mehrerer anderer College-Trainer, unter anderem Adolph Rupp und Dean Smith.
Er unterstützte 1895 William G. Morgan bei der Erfindung des Volleyball-Vorgängers Mintonette.

## Posthume Ehrungen
Am 15. Juni 1976 ehrte die kanadische Regierung Naismith für sein Werk und Wirken dadurch, dass sie ihn zu einer „Person von nationaler historischer Bedeutung“ erklärte.
1961 erschien eine Briefmarke zu Naismiths Gedenken. Seit dem 17. Februar 1968 befindet sich in Springfield die (als Institution bereits 1959 gegründete) Naismith Memorial Basketball Hall of Fame, der er auch als (posthum gewähltes) Gründungsmitglied angehört. Seit 1969 wird eine Auszeichnung mit dem Titel Naismith College Player of the Year an den besten College-Spieler der USA vergeben. 2006 und 2007 wurde er zudem posthum in die jeweils neu gegründete National Collegiate Basketball Hall of Fame und die FIBA Hall of Fame aufgenommen. Im Jahr 2021 wurde er in einem "Doodle" von Google geehrt.

## Mitgliedschaften
1894 wurde James Naismith ein Mitglied im Bund der Freimaurer, seine Mutterloge die Roswell Lee Lodge ist in Springfield (Massachusetts) ansässig. Von 1927 bis 1928 bekleidete er das Amt des Logenmeister in der Lawrence Lodge No. 6 in Lawrence (Kansas).